# 萨纳瓦德
萨纳瓦德（Sanawad），是印度中央邦West Nimar县的一个城镇。总人口34131（2001年）。

## 人口
该地2001年总人口34131人，其中男性17877人，女性16254人；0—6岁人口4738人，其中男2491人，女2247人；识字率69.11%，其中男性为75.94%，女性为61.60%。